# Mimosa hamata
Mimosa hamata är en ärtväxtart som beskrevs av Carl Ludwig von Willdenow. Mimosa hamata ingår i släktet mimosor, och familjen ärtväxter. Inga underarter finns listade i Catalogue of Life.

## Bildgalleri

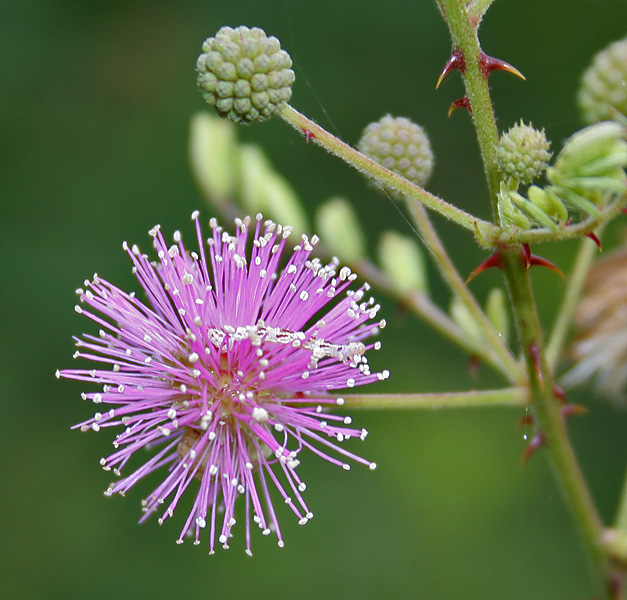